# روري ستيل
روري ستيل (بالإنجليزية: Rory Steele)‏ هو دبلوماسي أسترالي، ولد في 1943.